# Medicago fischeriana
Medicago fischeriana là một loài thực vật có hoa trong họ Đậu. Loài này được (Ser.) Trautv. miêu tả khoa học đầu tiên.